# Dipartimento di Mayo-Tsanaga
Il dipartimento di Mayo-Tsanaga è un dipartimento del Camerun nella Regione dell'Estremo Nord.

## Comuni
Il dipartimento è suddiviso in 7 comuni:
- Bourrha
- Hina
- Koza
- Mayo-Moskota
- Mogodé
- Mokolo
- Souledé Roua